# Munificentissimus Deus
Munificentissimus Deus (дословно — «Боже наищедрейший») — название апостольской конституции папы римского Пия XII, провозгласившей догмат о Вознесении Богоматери. Это была первая апостольская конституция, принятая после провозглашения догмата о непогрешимости пап, принятого на Первом Ватиканском соборе (1869—1870). Munificentissimus Deus была обнародована 1 ноября 1950 года.

## Предыстория принятия

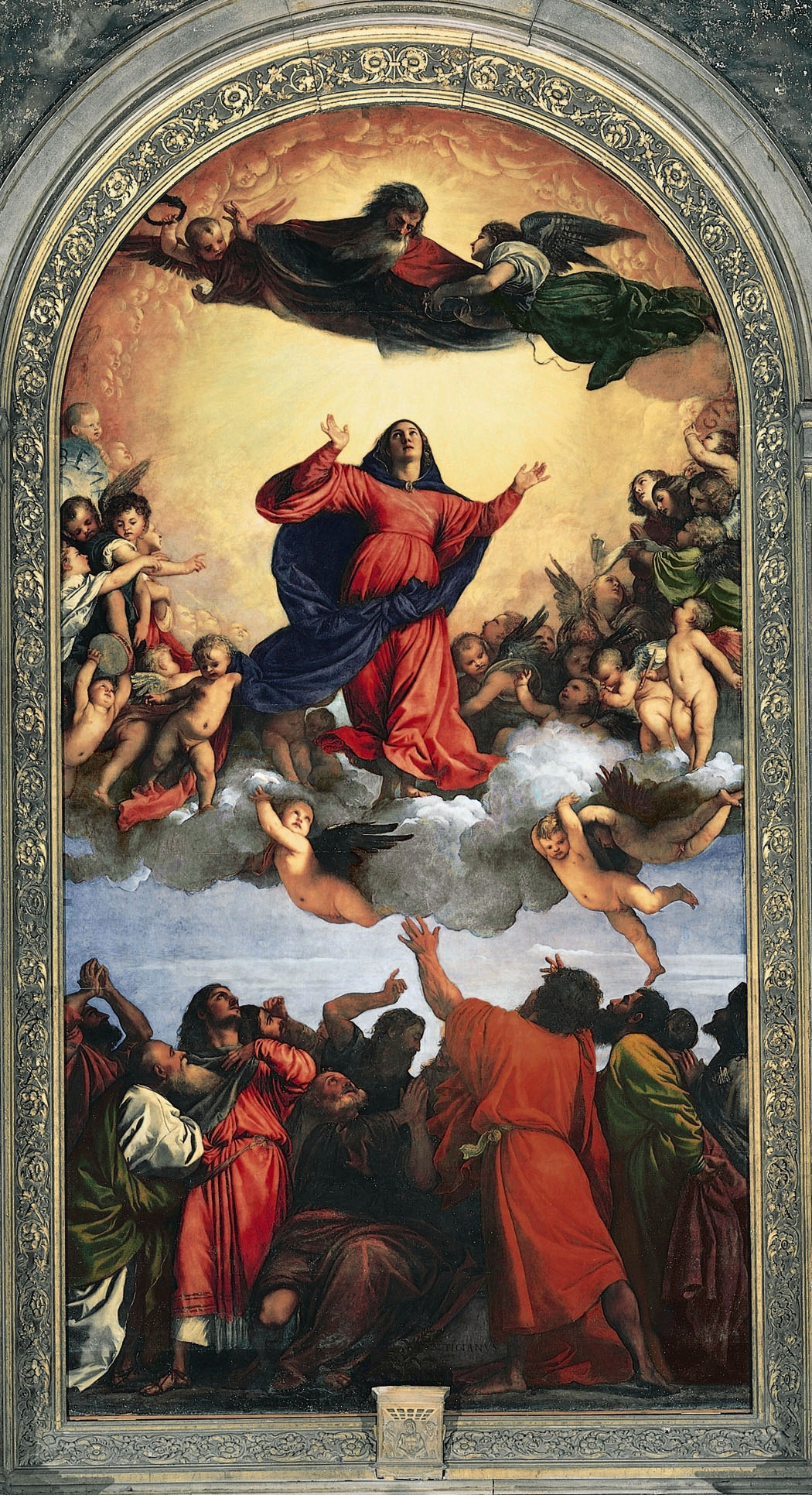
Тициан. Ассунта (Вознесение Девы Марии). 1516—1518. Базилика Санта-Мария-Глорьоза-дей-Фрари, Венеция

В своей предыдущей энциклике Deiparae Virginis Mariae, изданной 1 мая 1946 года, папа Пий XII заявил, что в течение длительного времени получал многочисленные петиции от церковных иерархов, различных ассоциаций, университетов и частных лиц с просьбами, чтобы Вознесение Девы Марии получило статус догмата веры.
Следуя примеру папы Пия IX, который опрашивал мнение католических епископов перед провозглашением догмата о Непорочном зачатии Девы Марии, Пий XII обратился к католическим епископам, чтобы узнать их позицию в отношении провозглашения догмата.
«Истинный Бог, который из вечности рассматривал Деву Марию как наиболее достойное и уникальное создание, когда настал момент привести Его божественное предначертание в исполнение, предоставил ей в своей безграничной щедрости все блага, которые воссияли в ней в виде совершенной гармонии. И, хотя Церковь всегда признавала эту высшую щедрость и совершенную гармонию милостей и ежедневно изучала их на протяжении веков, в наше время следует признать чудо Вознесения на небо Марии, Пресвятой Богородицы, чтобы оно воссияло ещё явственнее».
В марте 1950 года, примерно за восемь месяцев до публикации Munificentissimus Deus, немецко-американский протестантский теолог Пауль Тиллих поинтересовался у другого протестантского теолога Рейнхольда Нибура, ожидает ли он, что папа провозгласит догмат о вознесении Богородицы. Нибур ответил: «Я так не думаю, он [папа] слишком умён для этого, это было бы пощечиной всему современному миру, и делать это сегодня было бы опасно для Римской церкви».
Munificentissimus Deus пользуется «почти единодушным» признанием современных епископов. Имена епископов, присутствовавших на провозглашении догмата в 1950 году, высечены на входе в собор Святого Петра в Ватикане.

## Влияние на традиции католицизма
Апостольская конституция Munificentissimus Deus внесла новые акценты в ряд католических традиций и документов. «…святым отцам и учителям Церкви никогда не удалось достичь просветления от этого факта». Munificentissimus Deus пересматривает историю католической литургии и многие богослужебные книги, «…которые связаны с праздником Вознесения или Успения Пресвятой Богородицы», а также послания ряда предыдущих пап. Munificentissimus Deus цитирует также труды многих епископов и теологов, таких как Иоанн Дамаскин, Франциск Сальский, Роберто Беллармин, Антоний Падуанский, Альберт Великий и других.

## Догмат Вознесения Богородицы
1 ноября 1950 года в своей апостольской конституции Munificentissimus Deus папа Пий XII сформулировал догмат:
«Именем Господа нашего Иисуса Христа, Пресвятых апостолов Петра и Павла и нашей собственной властью мы провозглашаем, объявляем и определяем как богооткровенную догму: Непорочная Богородица, Дева Мария, завершив круг своей земной жизни, была телом и душой вознесена на небо».